# نیکون اف-۵۰۱
نیکون اف-۵۰۱ (به انگلیسی: Nikon F-501) یک دوربین عکاسی ساخت شرکت نیکون است.